# Língua achi
Achi (Achí em espanhol) é uma língua  Maia muito aproximada à língua quiché que é falada pelo povo do mesmo nome no departamento de Baja Verapaz, Guatemala.
Existem dois dialetos do achi: o Rabinal Achi é falado na área central de Rabinal, com 37.300 falantes (1990), e o Cubulco Achi é falado mais a oeste de Rabinal, por 48.252 pessoas (2000). Uma estimativa de 2003 contou 82.600 falantes, dos quais 5.000 monoglotas, mas a língua é considerada ameaçada, por haver cada vez menos crianças aprendendo-a, sendo usada apenas por adultos.
Uma das obras-primas da literatura pré-colombiana é Rabinal Achí, uma peça teatral na língua achi, condecorada em 2005 pela UNESCO como Patrimônio Cultural Imaterial da Humanidade.

## Amostra de texto
Pai Nosso:
Qaqaw Dios, Lal k'o la chila' chikaj, ¡lik cheta'maxoq nim uq'ij ri b'i' la! Peta la, taqana la paqawi'; chu'ana k'u ri rajawal k'u'x la wara che ruwachulew, jela' pacha' ri ka'an chila' chikaj. Ya'a ko la waq'ij ri qawa, ri kajawax chiqe ronoje q'ij. Kuyu ko la qamak, jela' pacha' ri'oj kaqakuy kimak ri emakuninaq chiqij. I maya ko la luwar chiqe kojtzaq pa mak; e lik chojkolob'ej la chwach ritzel winaq. Ma paq'ab' Rilal k'o wi ronoje taqanik y chuq'ab'; i xew che Rilal taqal wi ri yakb'al q'ij na jinta utaqexik.